# Muscaria (banda)
Muscaria es un grupo de hardcore, formado en 1994 en la ciudad de Quito.

## Inicios
La banda fue creada por el cantante y bajista Luis Fernando Cordovez, el baterista Nicolás Caballero y el guitarrista Álex Caicedo, todos aficionados del skate y de bandas como Suicidal Tendencies, Machine Head y Sepultura.

## Trayectoria
En 1998 publican su primer álbum, Combatiendo apatía, con el que se consolidan en la escena ecuatoriana underground. En 2001 editan su segundo disco de estudio, Movimiento, con la colaboración del nuevo baterista Juan Posso y el guitarrista Jason De la Vega. A este le sigue Conductor de comportamiento (2004), del que extraen el tema "Afecto alterado", que llega a ser difundido por la cadena MTV. Gracias a este videoclip, la banda alcanza proyección internacional y es invitada al festival de nu metal Aggrofest de Chile y a la primera edición del Quito Fest en Ecuador. En 2005 participan como teloneros de A.N.I.M.A.L. y Soulfly.
En 2008 y con la producción de Andrés Giménez, Muscaria publica Perdura, que los lleva al Maquinaria Festival de Brasil y al Rock al Parque de Colombia.
En 2009 participan del festival quiteño Al Sur del Cielo.
En 2012 publican el álbum Violenta victoria, del que promocionan el corte "Una razón".
En noviembre de 2017 Muscaria presenta Pacto, producido por Cody Fuentes y grabado en RedRoom Records. El 31 de mayo de 2018 la banda realizó el prelanzamiento de su última producción homónima, dentro de la serie de conciertos Rock en Vivo en el Teatro Sucre de Quito.

### Alineación
- Luis 'Luiggy' Cordovez (bajo y voz)
- Robert Valencia (guitarra y coros)
- Andrés Jaramillo (batería)

### Miembros anteriores
- Juan Pablo Flores
- Juan Posso
- Álex Caicedo
- Jason De La Vega
- Nicolás Caballero

## Discografía
- Combatiendo Apatía (1998)
- Movimiento (2001)
- Conductor De Comportamiento (2004)
- Violenta Victoria (2012)
- Pacto (single) (2017)
- Muscaria (2018)